# Théogonie (mythologie)
Pour les articles homonymes, voir Théogonie.
Une théogonie (en grec ancien Θεογονία / theogonía, de Θεός / theós, « dieu », et γεννάω / gennáô, « engendrer ») désigne tout récit mythologique sur les origines et les généalogies divines.
Elle constitue une forme de récit originel, au même titre qu'une cosmogonie (qui décrit la naissance de l'Univers et du monde), dont elle est souvent indissociable, ou une anthropogonie (qui décrit la naissance et le destin de l'humanité). Il s'agit souvent d'harmoniser, à la limite de la poésie et de la doctrine, des légendes disparates relatives aux causes premières. L'exemple le plus célèbre est la Théogonie d'Hésiode (VIIIe siècle av. J.-C.), fixant le canon du récit olympien dans la mythologie grecque.
Parmi les récits connus, on peut citer :
- Proche-Orient ancien :
  - la « Théogonie hourrite », un nom parfois utilisé pour désigner le Chant de Kumarbi, premier récit du Cycle de Kumarbi.
- Grèce antique (outre Hésiode) :
  - le mythe pelasge, dont dérivent les poèmes homériques ;
  - la théogonie d'Épiménide, une œuvre perdue du VIe siècle av. J.-C. ;
  - plusieurs théogonies d'influence orphique : théogonie « des Rhapsodies », théogonie « cyclique », « de Protogonos », « de Hiéronymos », « d'Eudème » ;
  - la théogonie d'Hésiode.